# Verónica Córdova de la Rosa
Verónica Córdova de la Rosa (Ciudad de México, 1980) es una artista visual mexicana y de performance art. Su trabajo explora el impacto de las imágenes en la producción de subjetividades y las conductas que el cuerpo desarrolla cuando se enfrenta a diferentes cuerpos incluyendo imágenes impresas o virtuales.

## Formación académica
2016 Estudiante de Doctorado en la facultad de tecnología, diseño y medio ambiente en la Universidad de Oxford Brookes, Reino Unido.
2008-2010 Maestría en artes Visuales, orientación en arte urbano, Facultad de Arte y Diseño, Universidad Autónoma de México (UNAM).
2000-2005 Licenciatura en Artes Visuales, Facultad de Arte y Diseño, Universidad Autónoma de México (UNAM).

## Investigación
El performance art como herramienta para contestar a las imágenes de violencia producidas en México desde 2010. Su trabajo es desarrollado y transformado fuera de México dentro del contexto académico del Reino Unido. 
La artista crea sus propias esculturas para realizar acciones en el espacio privado o en el espacio público. Ha trabajado en la Ciudad de México, Barcelona, la ciudad de Oxford y otras partes de Inglaterra.
Fundó la revista electrónica Vibrations Art Journal for Creative Writing y el Live Art and Performance Group en Inglaterra.

## Proyecto The Mexican Dolly

### The mexican dolly (2012)
The mexican dolly, es un proyecto que invita a la gente a ser partícipe a partir de escribir una historia para este personaje  como recuerdo e ilustra las historias que la gente escribe por medio de la foto o dibujo, así crea un archivo  sobre un personaje ficticio. 
Esta muñeca es un juguete tìpico que se vende comúnmente en las calles de México. 
La idea central se basa en la elaboración de una especie de botarga  de esta muñeca de tal forma que la artista se pueda introducir dentro de ella y esta cobre vida. The mexican dolly se pasea por las calles de oxford. El personaje mexican dolly pertenece a un grupo étnico  en donde ser indígena es motivo de discriminación y su pronta extinción es notable más aún si este ser indígena es femenino.
La muñeca mexicana cambia su contexto al estar en otro continente y reivindica lo étnico, lo femenino en su transitar cotidiano por Oxford. La muñeca vive gracias a la imaginación de la gente y sus valiosas palabras para crear un cuento o pequeña historia. Este proyecto inició en el 2012 y ha recabado 22 historias hasta el 2016 de diversas personas con distintos orígenes en Oxford. 
Esta pieza expone el sentido de vulnerabilidad y fragilidad de un sector de la población; a su vez es una proxémica a la realidad del México contemporáneo.

## Obra[4]
2012 The Mexican Doll walks in Oxford, UK.
2011 Conversando con la muerte, performance art, UK.
2011 Más allá de la idea de la visita guiada, performance art en el museo Pitt Rivers, Oxford , UK.
2010 Antropofagia, performance art, Ciudad de México.
2010 Art and law performance, Oxford Brookes University, UK.
2009 Pensamiento visual, en colaboración con la Universidad Nacional Autónoma de México, Antimuseo Institución Arte contemporáneo y Faro Tláhuac.
2009 Los recuerdos de libertad, en colaboración con la feria del libro zócalo, Ciudad de México.
2007 Armónica diversidad nacional de ADN.
2006 Ficticia natura, instalación, Ciudad de México.
Sin fecha Acción Situacionista, Ciudad de México.

## Publicaciones
https://issuu.com/veronicacordovadelarosa/docs/zinetrim_page_01
http://www.veronicacordovadelarosaportfolio.org/uploads/8/6/8/9/8689794/conversation_with__death_performance_script.pdf (enlace roto disponible en Internet Archive; véase el historial, la primera versión y la última).
https://vibrationsartjournal.files.wordpress.com/2014/01/veronica-cordova-de-la-rosa1.pdf
https://oxbridgeacademicprograms.files.wordpress.com/2015/08/publication1.pdf